# Арентово
Арентово (пол. Arentowo, нім. Arnswalde) — село в Польщі, у гміні Мястечко-Краєнське Пільського повіту Великопольського воєводства.
Населення — 114 осіб (2011).
У 1975-1998 роках село належало до Пільського воєводства.

## Демографія
Демографічна структура станом на 31 березня 2011 року:
|          | Загалом | Допрацездатний вік | Працездатний вік | Постпрацездатний вік |
| -------- | ------- | ------------------ | ---------------- | -------------------- |
| Чоловіки | 54      | 14                 | 37               | 3                    |
| Жінки    | 60      | 14                 | 34               | 12                   |
| Разом    | 114     | 28                 | 71               | 15                   |